# Embassament de Kúibixev

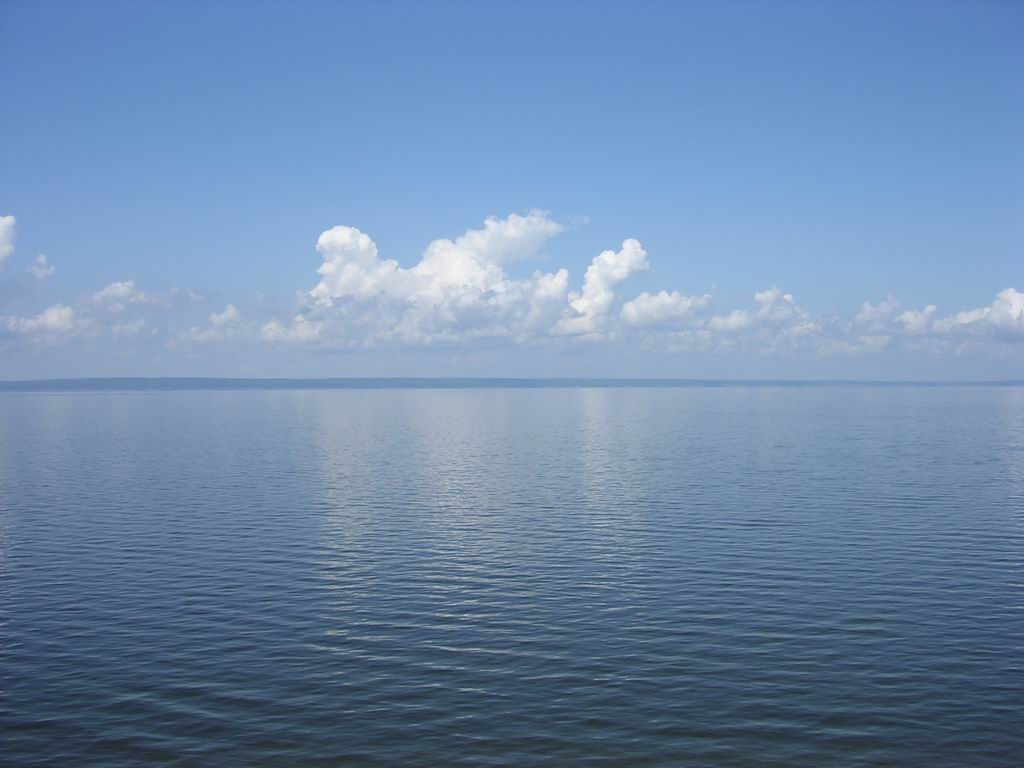
Prop d'Uliànovsk

L'embassament de Kúibixev o Embassament Kúibixevskoie (rus: Ку́йбышевское водохрани́лище, Kúibixevskoie Vodokhranílisxe, en tàtar: Куйбышев сусаклагычы, Kuybışev susaqlağıçı), de vegades anomenat Embassament de Samara i informalment Mar de Kúibixev, és un embassament al curs mitjà del Volga i del riu Kama a Rússia. Ocupa una superfície de 6.450 km² amb una llargada de 500 km i un volum de 58 mil milions de metres cúbics (57,3 km³). La seva fondària mitjana és de 8 m. És l'embassament més gran d'Europa i el tercer del món en superfície. Les principals ciutats adjacents són Kazan, Uliànovsk, i Togliatti.
Aquest embassament va crear la central hidroelèctrica de Jiguli localitzada a l'óblast de Samara. Va ser omplert entre 1955 i 1957.

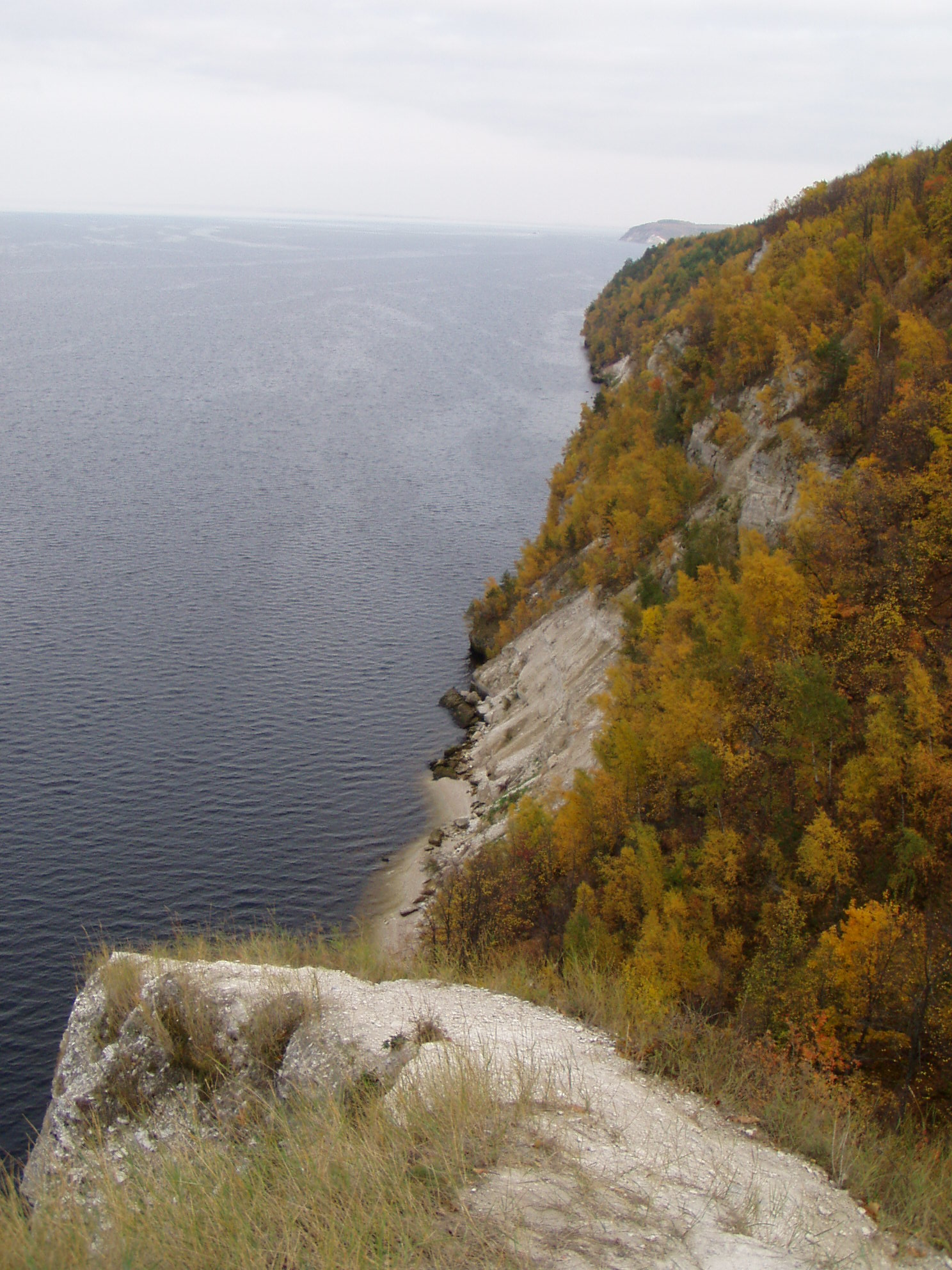
Riba dreta de l'embassament
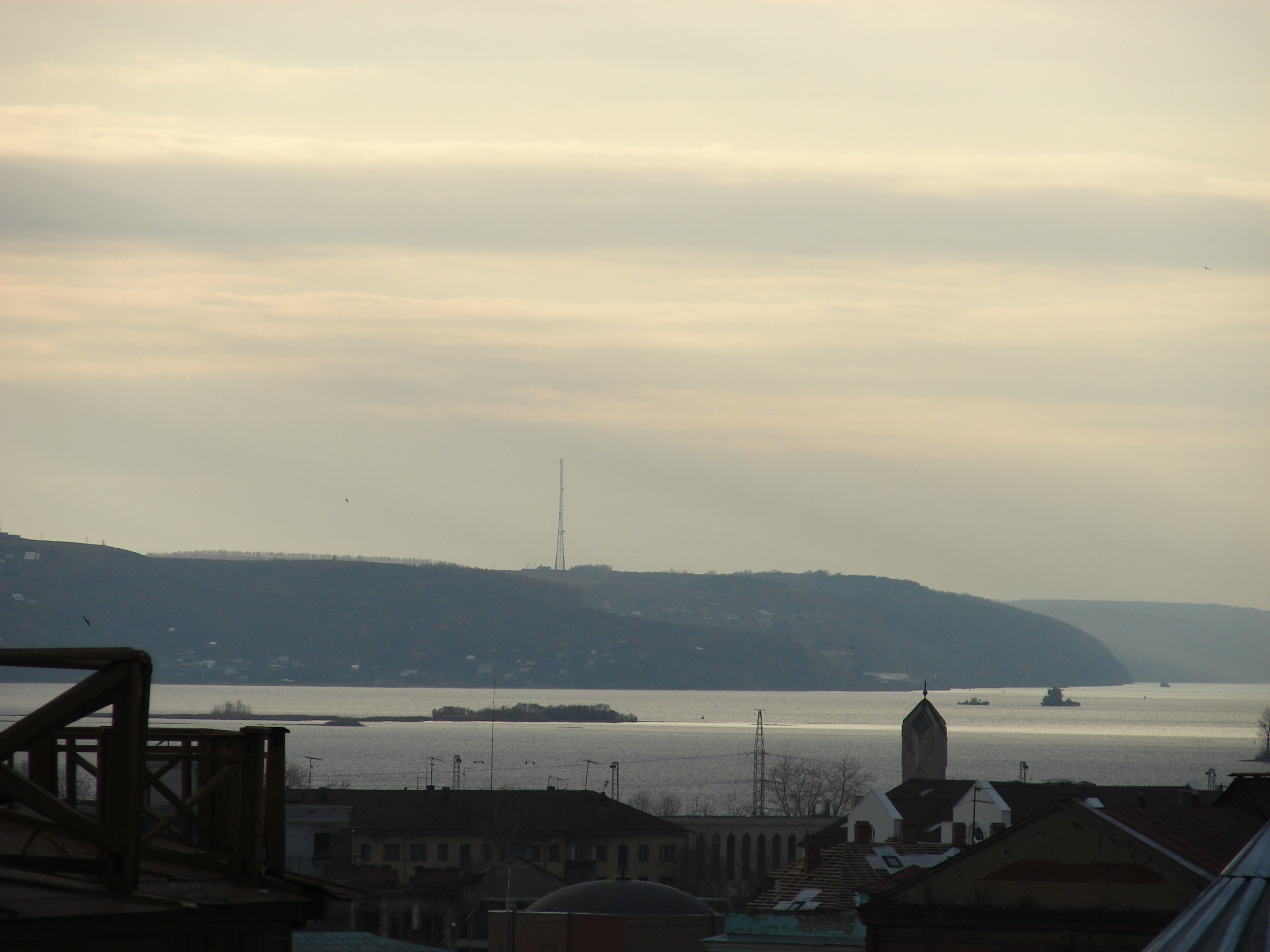
El mar de Kúibixev prop de Kazan
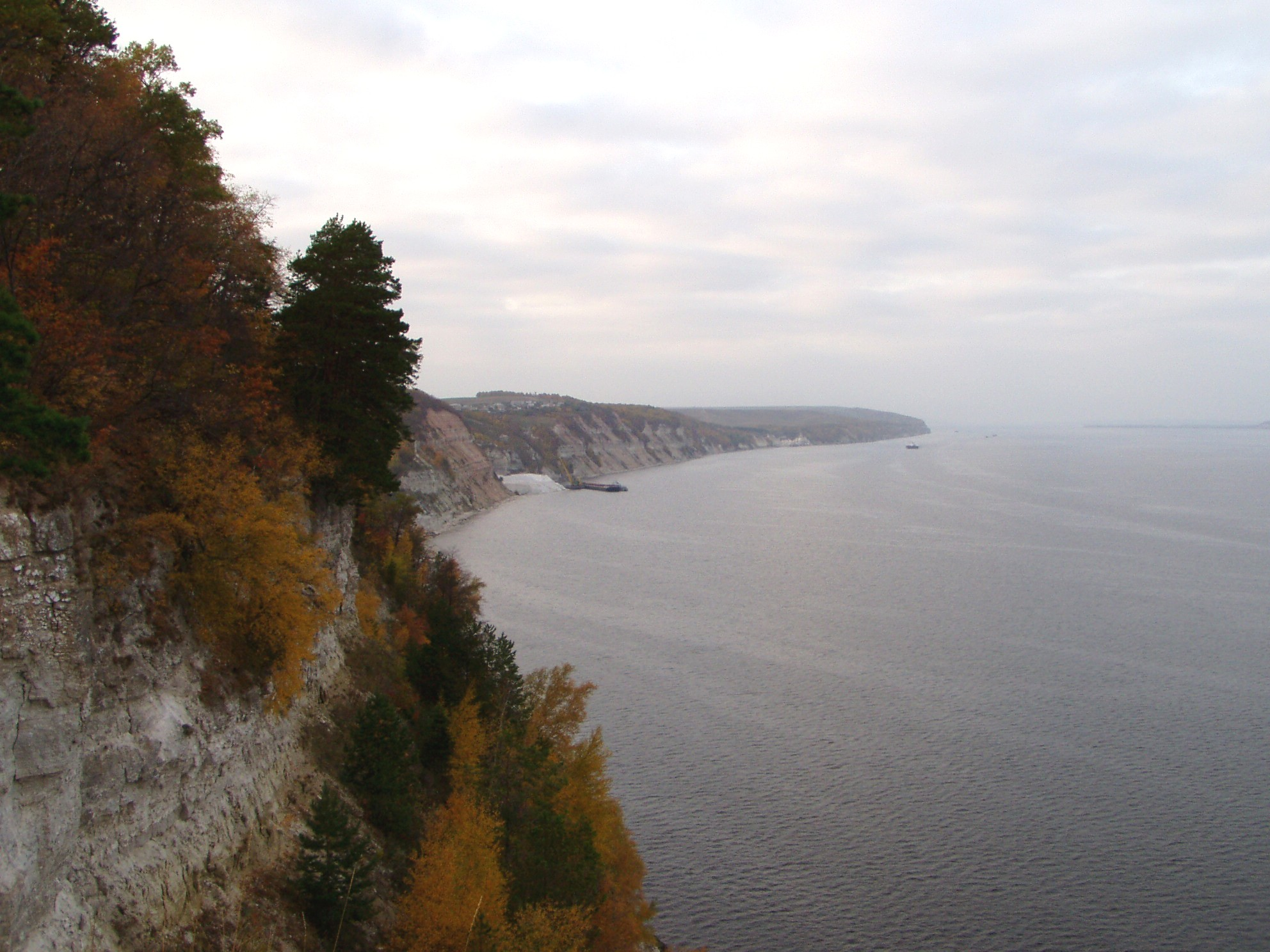
Roques i mines de guix prop de la desembocadura del Kama